# 다쓰야마촌 (시즈오카현)
다쓰야마촌(龍山村)은 시즈오카현 서부에 존재했던 촌이며, 이와타군에 속했다. 
2005년 7월 1일, 주변 10시정과 함께 하마마쓰시에 편입되어 소멸하였다. 시즈오카현 마지막 촌이었다. 이때 다쓰야마촌은 다쓰야마정으로서 하마마쓰시의 지구가 되었다
2005년 7월 1일 지방자치법 제202조의 4에 따른 '다쓰야마지역자치구'가 설치되었다. 동 지역자치구는 2012년 3월 31일부로 폐지되었다.
2007년 4월 1일 하마마츠 시가 정령지정도시로 승격에 따라 덴류구의 일부가 되었다.

## 역사
- 1901년 - 다쓰가와촌, 야마카촌이 합병해 다쓰야마촌이 탄생하였다.
- 2005년 - 하마마쓰시와 합병해 폐촌되었다.

## 교통

### 도로
- 국도 제152호선
- 국도 제473호선